# 小湊川

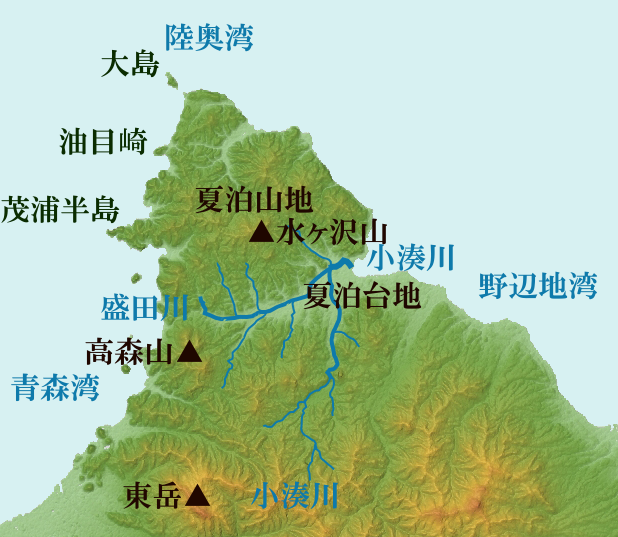
小湊川の周辺の主要地形

小湊川（こみなとがわ）は、青森県平内町を流れる二級河川。野辺地湾へ注ぐ。長さ11.3キロメートルで、流域面積は74.5平方キロメートル。
河口部は浅所海岸と呼ばれる遠浅の三角州になっていて、ハクチョウの飛来地として特別天然記念物の指定を受けている。この遠浅の地形のため海水の逆遡上がみられ、汐立川の異名もある。

## 流路
小湊川は平内町内童子の南方に発し、源流の渓流部は倉出沢と称する。源流部で助八沢をあわせて北流し、西の高地山（標高366メートル）からくる福取川と合流して北東に向きを変え、田茂木・内童子地区に出る。谷あいには狭い沖積地がある。
内童子地区からは引ノ越山に進路を阻まれて北へ転じ、平内町の中心地区である小湊へ出る。河口付近の福館地区で支流の盛田川などをあわせ、野辺地湾へ注ぐ。
河口部は三角州が発達し、野辺地湾の入り江になっている。この入江は、小湊川が土砂を運び、かつ西風の影響がないために、河口から500メートルあまり先まで遠浅になっていて、干潮時には干潟になる。一帯は浅所海岸と呼ばれ、冬場はシベリア方面からハクチョウが飛来することから国の特別天然記念物に指定されているほか、潮干狩りの名所としても知られる。
支流の盛田川（もりたがわ）は夏泊半島の付け根部分を東西に流れており、川沿いの平地部には古くから奥州街道が通じていた。これがいまの国道4号となっているほか、明治時代に建設されたかつての東北本線（現在は青い森鉄道線）が通っている。

## 主な支流
- 下流より記載。
- 「国web」は国土地理院電子国土Webに川名の記載があるもの。

| 川名         | よみ           | 長さ (km) | 指定 延長 (km) | 流域 面積 (km2) | （備考、関連項目） | 国web | 出典                            |
| 小湊川       | こみなとがわ   | 11.300    | 6.545          | 74.500          |                    | ○     | [ 9 ] [ 1 ] [ 2 ] [ 10 ] [ 11 ] |
| ｜盛田川     | もりたがわ     |           | 5.400          |                 |                    | ○     | [ 9 ] [ 1 ] [ 2 ] [ 10 ] [ 12 ] |
| ｜｜長橋川   | ながはしがわ   |           |                |                 |                    | ○     | [ 9 ]                           |
| ｜｜明神川   | みょうじんがわ |           | 4.200          |                 |                    | ○     | [ 9 ] [ 10 ] [ 13 ]             |
| ｜｜｜増田川 |                |           |                |                 |                    |       | [ 13 ]                          |
| ｜内童子川   | うちどうじがわ |           |                |                 |                    |       | [ 9 ]                           |
| ｜福取川     | ふくとりがわ   |           |                |                 |                    | ○     | [ 9 ] [ 1 ]                     |
| ｜助八沢     |                |           |                |                 |                    | ○     |                                 |
| 倉出沢       |                |           |                |                 |                    | ○     | [ 2 ]                           |

## 利用
小湊川の流域では集中豪雨時の水害対策として、1970年（昭和45年）に改修工事が行われた。河水は農業と上水に利用されている。